# Сармато
Сармато (итал. Sarmato) —  коммуна в Италии, располагается в регионе Эмилия-Романья, подчиняется административному центру Пьяченца.
Население составляет 2590 человек, плотность населения составляет 100 чел./км². Занимает площадь 26 км². Почтовый индекс — 29010. Телефонный код — 0523.
Покровителем населённого пункта считается San Rocco. Праздник ежегодно празднуется 16 августа.